# Trường trung học cơ sở và đại học âm nhạc Karol và Antoni Szafranek
Trường trung học cơ sở và đại học âm nhạc Karol và Antoni Szafranek, tiếng Ba Lan. Państwowa Szkoła Muzyczna I i II stopnia im. Karola i Antoniego Szafranków là một trường âm nhạc chuyên nghiệp nằm ở Rybnik, Silesian Voivodship, Ba Lan. Trường được thành lập vào năm 1933 bởi anh em Karol và Antoni Szafranek, nhạc sĩ nổi tiếng, cựu sinh viên của các nhạc viện ở Đức, Pháp và Ba Lan.

## Giáo dục
Trường, như điển hình của các trường âm nhạc nhà nước ở Ba Lan, đào tạo trẻ em và thanh thiếu niên ở hai cấp độ:
- khóa học tiểu học, thường kéo dài sáu năm,
- khóa học trung học, kéo dài sáu năm và hoàn thành với việc đạt được chứng chỉ Bằng tốt nghiệp Nghệ sĩ.

## Lĩnh vực nghiên cứu
- Nhạc cụ chính: piano, violin, viola, cello, bass đôi, accordion, guitar, sáo, oboe, clarinet, saxophone, trombone, kèn Pháp, kèn, bassoon, organ ống
- Các môn âm nhạc bổ sung: đào tạo cảm thụ, lịch sử âm nhạc, văn học âm nhạc, phân tích âm nhạc, hòa âm và đối trọng, đệm, nhạc thính phòng, hợp xướng, âm nhạc trong phụng vụ, dàn nhạc và ban nhạc lớn

## Cựu sinh viên đáng chú ý
- nhà soạn nhạc Henryk Mikołaj Górecki
- nghệ sĩ piano Piotr Paleczny
- nghệ sĩ piano Lidia Grychtołówna
- nghệ sĩ piano jazz Adam Makowicz